# ميخائيل السابع دوكاس
ميخائيل السابع دوكاس (باليونانية: Μιχαήλ Ζ΄ Δούκας)، ويُعرف أيضًا بلقب بارابيناكيس (باليونانية: Παραπινάκης، ومعناها الحرفي "إلا ربعًا") في إشارة إلى تخفيضه قيمة العملة البيزنطية، هو إمبراطور الدولة البيزنطية في الفترة من 1071 إلى 1078م. هو الابن الأكبر للإمبراطور قسطنطين العاشر دوكاس وزوجته إيدوكيا مكرمبولتيسا.

## تنصيبه

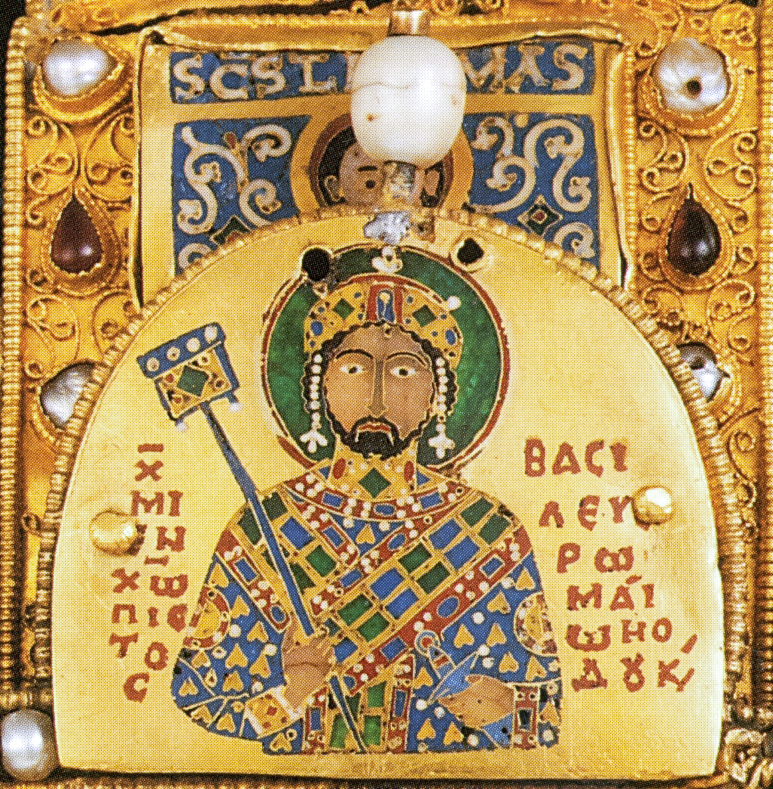
رسم للامبراطور ميخائيل السابع دوكاس على التاج المقدس الذي اهداه لملك المجر غيزا الأول

أطلق السلطان ألب أرسلان سراح الإمبراطور البيزنطي رومانوس الرابع ديوجينيس بعد الهزيمة التاريخية في معركة ملاذكرد ،و تعهد بدفع فدية كبيرة قدرها مليون ونصف دينار، وأن يطلق كل أسير مسلم في أرض الروم، وأن تعقد معاهدة صلح مدتها خمسون عامًا، يلتزم الروم خلالها بدفع الجزية السنوية، وأن يعترف الروم بسيطرة السلاجقة على المناطق التي فتحوها من بلادهم، وأن يتعهدوا بعدم الاعتداء على ممتلكات السلاجقة.
ثم أعاد السلطان غريمه وأسيره الإمبراطور البيزنطي إلى بلاده، وخلع عليه خلعة جليلة، وخصص له سرادقًا كبيرًا، وأعطاه قدرًا كبيرًا من المال لينفق منه في سفره، ثم أفرج عن عدد من ضباطه ليقوموا بخدمته، وأمر عددًا من رجاله بصحبته حتى يصل إلى دياره سالمًا. ولم تكد تصل أخبار الهزيمة إلى القسطنطينية حتى أزال رعاياه "اسمه من سجلات الملك"، وقالوا: إنه سقط من عداد الملوك، وعُيِّن ميخائيل السابع إمبراطورًا؛ فألقى القبض على رومانوس الرابع الإمبراطور السابق، وسمل عينيه.

## سيرته
سعى الإمبراطور ميشيل السابع إلى تقديم الدعم لسليمان ضد نقفور الثالث بوتانياتيس والذي خاض تمرد ضد الإمبراطور على العرش. قام سليمان باعتراض حامية صغيرة لنقفور ما بين نيقية وكوتاهيا، عندئذ قام نقفور بعرض إغراءات أكثر لسليمان لمحالفته في التمرد على الإمبراطور ونجح بذلك وسمح للتركمان بالإقامة على الجانب الآسيوي من البوسفور. وأعطى سليمان دعمه لنيسفوروس ميسسيلينيوس بعد ذلك والذي فتح أبواب نيقية إلى التركمان مما سمح لسليمان بتأسيس قاعدة دائمة له. لتصبح كل بيثينيا فيما بعد تحت سيطرة السلاجقة.